# Мюльфіртлерське полювання на зайців

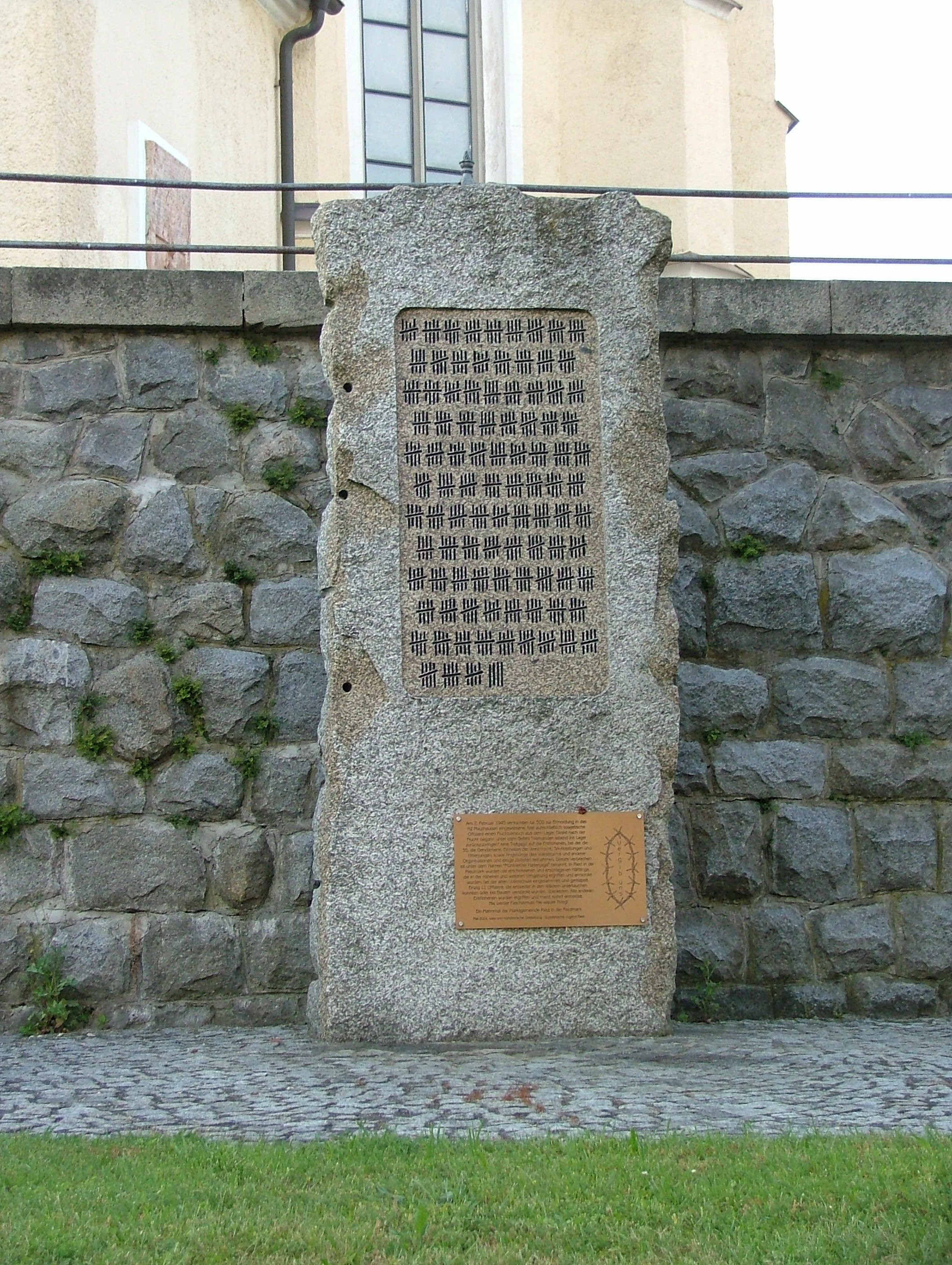
У травні 2001 року в селі Рід-ін-дер-Рідмарк, що стала центром цієї трагедії, був встановлений пам'ятник на честь 419 по-звірячому вбитих тут радянських військовополонених. На обеліску нанесено закреслені палички для підрахунку жертв «полювання на зайців» — тільки кілька паличок внизу на пам'ятнику залишилися незакресленими.

Мюльфіртлерське полювання на зайців (нім. Mühlviertler Hasenjagd) — воєнний злочин, скоєний нацистами в лютому 1945 року, в ході якого підрозділи СС, Вермахту, Гітлер'югенду за допомогою місцевого населення переслідували і по-звірячому вбили 410 радянських військовополонених, які втекли з концтабору Маутгаузен в регіоні Мюльфіртлер в Австрії. Сам факт такої масової втечі і те, що деякі з утікачів так і не були знайдені, був єдиним в історії цього концтабору.
У документах СС це полювання на людей цинічно називалося «Mühlviertler Hasenjagd», що дослівно перекладається з німецької як «полювання на зайців в окрузі Мюльфіртлер» або «Мюльфіртлерське полювання на зайців».

## Історія
У ніч (при -8 °C) з 2 на 3 лютого 1945 року з барака № 20 (Блок смерті) німецького концентраційного табору Маутгаузен була здійснена масова втеча, в якій брало участь близько 500 осіб, в основному радянські військовополонені офіцери. Втеча була запланована на ніч з 28 на 29 січня, однак не відбулася з тієї причини, що 27 січня есесівці відібрали і вивели з бараку 25 найбільш фізично міцних ув'язнених, в тому числі й організаторів втечі. Наступного дня їхні товариші дізналися, що тих спалили живцем у крематорії.
Втеча була добре організованою. У той момент, коли одна частина ув'язнених закидала дві охоронні вежі різними предметами (вогнегасниками, камінням і палицями), друга група за допомогою намочених ковдр і частин одягу знешкодили електричний дріт, що було вирішальним фактором для успішної втечі.
Всього з концтабору вирвалося 419 чоловік, але понад 100 осіб загинуло вже перед табором — деякі падали без сил від виснаження, інші були вбиті кулеметним вогнем із вишок. Близько 300 ув'язненим вдалося добігти до найближчих лісів.
У бараку залишилося 75 зовсім виснажених в'язнів, які не змогли більше пересуватися, — їх розстріляли відразу ж після втечі інших. Більшість із 300 в'язнів, яким вдалося втекти, були виявлені командами СС першого ж дня і розстріляні на місці. На тих, які залишилися неспійманими, оголосили «полювання», в якому брали участь частини СС, жандармерія, Вермахт, Фольксштурм, Гітлер'югенд, а також були задіяні місцеві жителі.
Впродовж декількох тижнів майже всі в'язні-утікачі були застрелені або схоплені (живими 57 осіб). У документальному фільмі «Акція К» (1994) містяться свідчення очевидців, які стверджують, що це було не звичне «полювання» з рушницями «як на звіра», оскільки багатьох втікачів, особливо спійманих живими, не розстрілювали, а найжорстокішим чином забивали до смерті за допомогою підручних засобів. Причина такого ставлення до них полягла в тому, що на них просто жаліли патрони.
Як свідчать документи з архіва Маутгаузена:
«Трупи залишились лежати там, де людей вбили. Кишки і статеві органи були виставлені на всеогляд… У Лем-віллі жив один фермер, дружина якого почула ввечері шурхіт у хліві для кіз. Вона привела свого чоловіка, який схопив утікача й одразу ж наніс удар ножем у шию, з рани тут же пішла кров. Дружина фермера підскочила до помираючого і дала йому ще й ляпаса перед смертю…» 
 У документах архіву містяться описи ще цілої низки вчинених звірств місцевого населення над беззахисними в'язнями.
Відомо тільки про 11 радянських офіцерів, яких, незважаючи на величезну небезпеку, прихистили кілька місцевих селянських родин і остарбайтерів. Вони дочекалися приходу визволителів і залишилися живі.

## Розслідування
У 1948 році у Відні і Лінці проходили судові розслідування з приводу цього злочину. Результати невідомі.

## Вшанування пам'яті
Подвигу повстання радянських військовополонених, що утримувалися в «Блоці смерті», присвячена документальна повість Івана Федоровича Ходикіна «Живі не здаються» (вперше видана в 1965 році), яка написана на основі спогадів декількох осіб, яким вдалося вижити після цього повстання і масової втечі. У повісті описуються умови утримання, підготовка до повстання «зсередини», хід повстання, власне сама втеча і те, як тим, хто вижив, вдалося дістатися на Батьківщину.
Подіям присвячений роман австрійської письменниці Елізабет Райхарт «Лютневі тіні» (1984, багаторазово перевиданий, перекладений англійською мовою).
Подвигу сім'ї Лангталерів, яка переховувала двох втікачів — радянських військовополонених із концтабору Маутгаузен, присвячена книга австрійського журналіста Вальтера Коля «Тебе теж чекає мати» (Auch auf dich wartet eine Mutter).
За цими жахливими подіями був знятий австро-німецький фільм режисера Андреаса Грубера «Полювання на зайців» (нім. Hasenjagd — Vor lauter Feigheit gibt es kein Erbarmen), що вийшов у прокат в 1994 році, до 50-річчя закінчення Другої світової війни; дана художня кінострічка стала найкасовішим фільмом (близько 123 000 переглядів) 1994—1995 років в Австрії.
Тоді ж був знятий і документальний фільм «Акція К» (режисер Бернхард Бамбергер), який показав реакцію місцевих жителів на знятий художній фільм і дав можливість ще живим на той час свідкам висловити власну думку про ті події. У 1994 році фільм отримав в Австрії Велику премію, багаторазово транслювався на німецькомовній території Західної Європи.
За ініціативою Соціалістичної молоді Австрії (найбільшої молодіжної соціал-демократичної організації Австрії), у травні 2001 року в громаді Рід-ін-дер-Рідмарк в історичній області Рідмарк, була встановлена пам'ятна стела в пам'ять про цю трагедію.

## Ті, які вижили
Одними з тих, які вижили, були Михайло Рибчинський і Микола Цемкало. Своєму порятунку вони зобов'язані сім'ї Лангталерів, які переховували їх аж до 5 травня, при цьому ризикуючи своїми життями, оскільки органи СС навіть 2 травня 1945 року на території Верхньої Австрії проводили зачистки місцевого населення за зраду. До того ж, це відбувалося, навіть не дивлячись на те, що Берлін був уже захоплений, і де-факто у фашистів не залишилося керівництва.
Подальша доля двох «везунчиків» склалася чудово. Микола і Михайло повернулися в СРСР, і контакт з ними перервався на довгі роки. А в 1964 році радянський дипломат у Відні випадково почув цю історію від одного австрійця, відшукав обох в СРСР та організував приїзд Миколи і Михайла до Австрії — в сім'ю Марії та Йогана, які подарували їм життя вдруге. Після завершення війни Михайло Рибчинський став директором тресту їдалень у Києві. Він одружився, виростив дочку, став дідом. Помер в 2008 році на 93-му році життя. Микола Цемкало працював у Дніпропетровську інженером. Його теж більше немає серед живих.
У сім'ї Лангталерів на фронті було четверо синів, і всі вони повернулися живими: хтось відразу в 1945 році, а хтось після декількох років полону.